# Qatar Airways Tournament of Champions 2012 - Singolare
Il singolare  del Qatar Airways Tournament of Champions 2012 è stato un torneo di tennis facente parte del WTA Tour 2012.
Ana Ivanović non ha potuto partecipare perché impegnata nella finale di Fed Cup 2012.
Nadia Petrova ha sconfitto in finale Caroline Wozniacki per 6-2, 6-1.

## Teste Di Serie
1. Caroline Wozniacki (finale)
2. Nadia Petrova (campionessa)
3. Marija Kirilenko (round robin, ritirata)
4. Roberta Vinci (semifinale)

1. Hsieh Su-wei (round robin)
2. Jie Zheng (round robin)
3. Daniela Hantuchová (round robin)
4. Cvetana Pironkova (semifinale)

### Riserve
1. Sofia Arvidsson (round robin, ha sostituito Marija Kirilenko)

1. Alizé Cornet (non ha partecipato)

## Tabellone

### Legenda
| - Q = Qualificato - WC = Wild card - LL = Lucky loser | - ALT = Alternate - SE = Special Exempt - PR = Protected Ranking | - w/o = Walkover - r = Ritirato - d = Squalificato |

### Fase Finale
|  | Semifinali | Semifinali         | Semifinali         | Semifinali | Semifinali |  |  | Finale | Finale             | Finale             | Finale | Finale |  |
|  |            |                    |                    |            |            |  |  |        |                    |                    |        |        |  |
|  | 1          | Caroline Wozniacki | Caroline Wozniacki | 6          | 6          |  |  |        |                    |                    |        |        |  |
|  | 8/WC       | Cvetana Pironkova  | Cvetana Pironkova  | 4          | 1          |  |  | 1      | Caroline Wozniacki | Caroline Wozniacki | 2      | 1      |  |
|  | 2          | Nadia Petrova      | 68                 | 6          | 6          |  |  | 2      | Nadia Petrova      | Nadia Petrova      | 6      | 6      |  |
|  | 4          | Roberta Vinci      | 7                  | 1          | 4          |  |  |        |                    |                    |        |        |  |

### Gruppo "Serdika"
|   |                    | Wozniacki        | Vinci    | Su-Wei        | Hantuchová       | RR V–P | Set V-P | Game V-P | Classifica |
| 1 | Caroline Wozniacki |                  | 6-3, 6-1 | 6-2, 6-2      | 3-6, 7–6(4), 6-4 | 3-0    | 6-1     | 40-24    | 1          |
| 4 | Roberta Vinci      | 3-6, 1-6         |          | 6-1, 6-2      | 6-1, 6-2         | 2-1    | 4-2     | 28-18    | 2          |
| 5 | Hsieh Su-wei       | 2-6, 2-6         | 1-6, 2-6 |               | 6-1, 0-6, 6-4    | 1-2    | 2-5     | 19-29    | 3          |
| 7 | Daniela Hantuchová | 6-3, 6(4)–7, 4-6 | 1-6, 2-6 | 1-6, 6-0, 4-6 |                  | 0-3    | 1-6     | 30-40    | 4          |

La classifica viene stilata in base ai seguenti criteri: 1) Numero di vittorie; 2) Numero di partite giocate; 3) Scontri diretti (in caso di due giocatori pari merito ); 4) Percentuale di set vinti o di games vinti (in caso di tre giocatori pari merito ); 5) Decisione della commissione.

### Gruppo "Sredets"
|   |                                  | Petrova                         | Kirilenko Arvidsson             | Zheng                   | Pironkova               | RR V–P  | Set V-P | Game V-P  | Classifica |
| 2 | Nadia Petrova                    |                                 | 3-6, 7–6(4), 6-3 (w/ Kirilenko) | 6-3, 6-3                | 5-7, 6-1, 6-3           | 3-0     | 6-2     | 45-32     | 1          |
| 3 | Marija Kirilenko Sofia Arvidsson | 6-3, 6(4)–7, 3-6 (w/ Kirilenko) |                                 | 5-1, rit (w/ Arvidsson) | 6-1, 6-4 (w/ Kirilenko) | 1-1 1-0 | 3-2 0-0 | 27-21 5-1 | X 3        |
| 6 | Jie Zheng                        | 3-6, 3-6                        | 1-5, rit (w/ Arvidsson)         |                         | 6-2, 4-6, 6(4)–7        | 0-3     | 1-4     | 23-32     | 4          |
| 8 | Cvetana Pironkova                | 7-5, 1-6, 3-6                   | 1-6, 4-6 (w/ Kirilenko)         | 2-6, 6-4, 7–6(4)        |                         | 1-2     | 3-5     | 31-45     | 2          |

La classifica viene stilata in base ai seguenti criteri: 1) Numero di vittorie; 2) Numero di partite giocate; 3) Scontri diretti (in caso di due giocatori pari merito ); 4) Percentuale di set vinti o di games vinti (in caso di tre giocatori pari merito ); 5) Decisione della commissione.